# کاتنینوفسکی
کاتنینوفسکی (انگلیسی: Kateninovsky) یک شهرک در شهرستان استرلیتاماکسکی استان باشقیرستان کشور روسیه است.